# José Fernando Siale Djangany

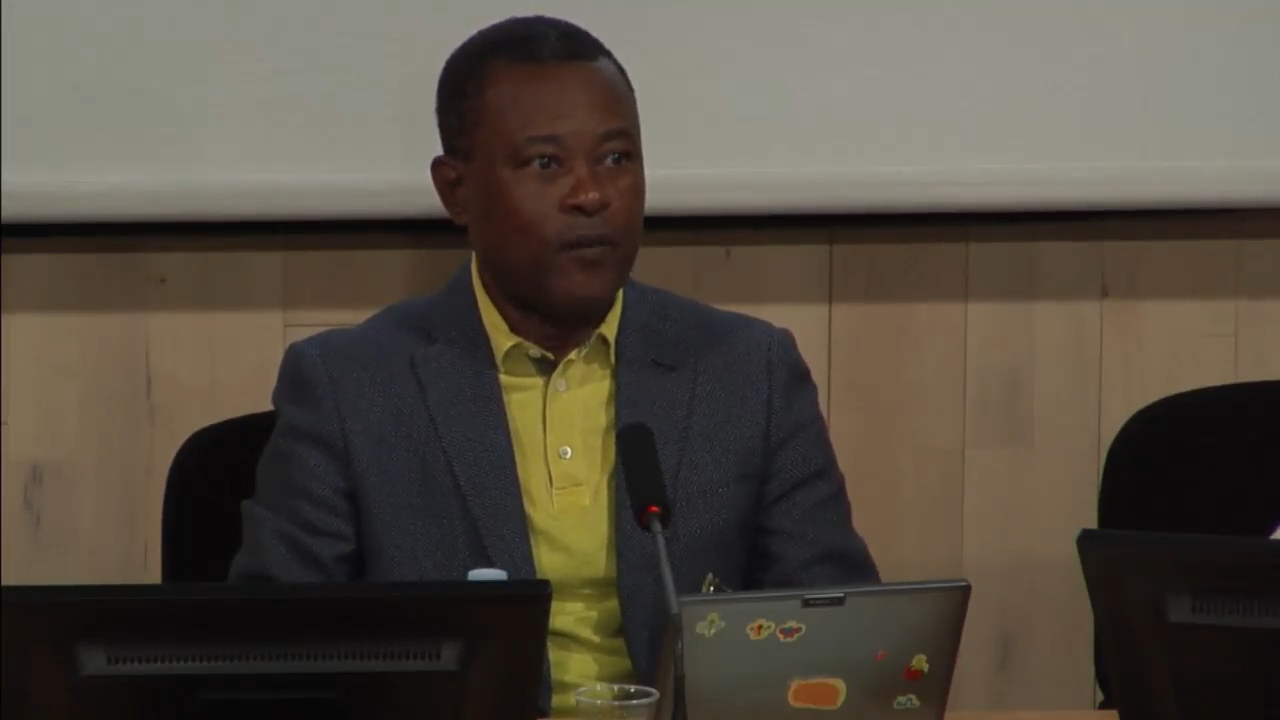

José Fernando Siale Djangany (ur. w czerwcu 1961) – prawnik i pisarz z Gwinei Równikowej.
Jest owocem międzyetnicznego związku (matka wywodzi się z Ndowè, ojciec zaś spośród Bubich). Urodził się w Santa Isabel (dzisiejsze Malabo) w okresie hiszpańskich rządów kolonialnych. Ukończył studia prawnicze we Francji. Związany z krajowym wymiarem sprawiedliwości, był prokuratorem i sędzią w Sądzie Najwyższym Republiki. Doradzał również głowie państwa w zakresie kwestii związanych z prawem.
Znany z wszechstronnej aktywności kulturalnej, od lat dziewięćdziesiątych XX wieku aktywny w środowisku literackim rodzinnego miasta. Opublikował między innymi Cenizas de Kalabó y Termes (2000) Guinea Ecuatorial: Aproximación al pulso liberal. Libertades Fundamentales y Procesos Judiciales (2010), Autorretrato con un infel (2011) i  En el lapso de una ternura (2011). Ceniony za żywy styl oraz umiejętne operowanie zaskoczeniem i metaforą.
Pisuje również dla prasy, artykuły jego autorstwa pojawiały się choćby w Debats i El Patio.
Przez krytykę zaliczany, wraz z Maximilianem Nkogo Esono i Juanem Tomásem Ávilą Laurelem do tendencji ludowej w łonie współczesnej literatury Gwinei Równikowej, skupiającej się na codziennym życiu i pisarstwie dostępnym szerokiemu gronu odbiorców. Jego prace znalazły się w Nueva Antología de la literatura de Guinea Ecuatorial (2012), trzeciej edycji kanonicznej antologii literackiej Gwinei Równikowej. 